# 端到端原則
端到端原則是人們在設計计算机网络時遵循的一種思路。根據此原則，網絡中進行通信的終端節點必須要有可靠性和安全性等特性。而網絡中的中間節點，如网关和路由器，即使有足夠的可靠性和安全性，但不能保證終端節點就能有足夠的可靠性和安全性。